# Fireworks (Angra)
Fireworks è il terzo album degli Angra. È l'ultimo disco con Matos, Mariutti e Confessori, che lasceranno la band per far posto a Falaschi, Andreoli e Priester.

## Tracce
1. Wings of Reality - 5:55
2. Petrified Eyes - 6:05
3. Lisbon - 5:13
4. Metal Icarus - 6:24
5. Paradise - 7:38
6. Mystery Machine - 4:12
7. Fireworks - 6:21
8. Extreme Dream - 4:17
9. Gentle Change - 5:36
10. Speed - 5:59
11. Rainy Nights* - 5:03

- bonus track per l'edizione giapponese

## Formazione
- Andre Matos - voce
- Kiko Loureiro - chitarra
- Rafael Bittencourt - chitarra
- Luis Mariutti - basso
- Ricardo Confessori - batteria